# Fabricaciones Militares

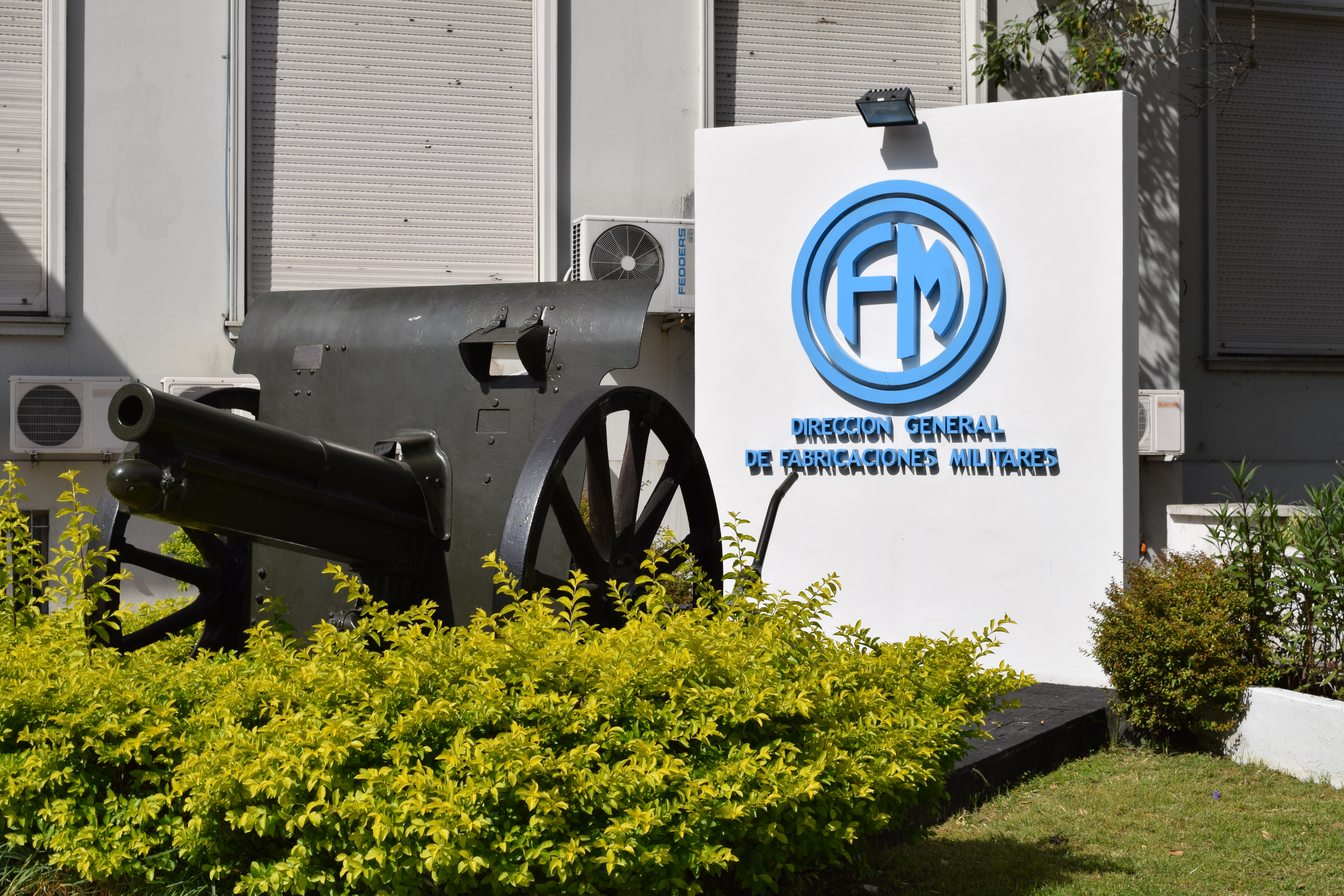
Schild vor dem Eingangsbereich eines Standortes

Dirección General de Fabricaciones Militares (DGFM, deutsch Generaldirektion für militärische Fertigung) ist ein staatliches Unternehmen in Argentinien, das in den Bereichen Rüstung, Chemie und Maschinenbau aktiv ist. Bereits ab 1923 gründete der argentinische Staat eine Reihe von Fabriken zur Herstellung von Rüstungsgütern, da eine private Industrie in diesem Sektor nicht vorhanden oder nicht leistungsfähig genug war, um den Bedarf der hiesigen Streitkräfte zu befriedigen. Im Jahr 1941 wurde das Bestreben zum Aufbau der nationalen Rüstungsindustrie in der DGFM gebündelt, die ihren Hauptsitz in Buenos Aires unterhält. Der DGFM waren zu dieser Zeit 14 Produktionsbetriebe mit rund 18.000 Beschäftigten angeschlossen. In den 1980er Jahren erfolgte eine teilweise Privatisierung von angeschlossenen Produktionsstandorten. Bis heute ist die DGFM dem argentinischen Verteidigungsministerium unterstellt.
Die hergestellten Rüstungsgüter der DGFM umfassen Handfeuerwaffen, Munition, Sprengstoffe und ballistische Schutzwesten, aber auch die Munitions- und Waffenvernichtung wird als Dienstleistung angeboten. Die Unternehmensdivision für chemische Fertigung zählt Schwefelsäure, Nitriersäure und Ammoniumnitrat und damit hauptsächlich Basischemikalien für die Sprengstoffherstellung zu ihren Produkten. Ein weiteres Standbein bildet die Herstellung und Reparatur von Güterwagen und einzelnen Drehgestellen. Die staatlichen Eisenbahnbetriebe und der öffentliche Personennahverkehr der Hauptstadt Buenos Aires gehören zu den Kunden der DGFM in diesem Bereich. Auch die Fertigung von Lüftungsrohren für die Untertagebau-Bewetterung gehört zum Tätigkeitsfeld im Maschinenbau-Sektor.